# دانشگاه بادغیس
مؤسسهٔ تحصیلات عالی بادغیس دانشگاهی دولتی در ولایت بادغیس افغانستان است. این دانشگاه دارای دو معاونت مالی و اداری و علمی می‌باشد.

## پیشینه
مؤسسه تحصیلات عالی بادغیس در سال ۱۳۸۹ با دانشکده زراعت بو دو دیپارتمنت اگرانومی و جنگلات و منابع طبیعی شروع به فعالیت نمود. در سال ۱۳۹۱ دانشکده تعلیم و تربیه نیز با دو دیپارتمنت کیمیا و بیولوژی آغاز به کار نموده و در سال ۱۳۹۲ دانشکده اقتصاد نیز با دو دیپارتمنت اقتصاد ملی و امور مالی و بانکی ایجاد گردید.
مؤسسه تحصیلات عالی بادغیس در سال ۱۳۹۲ از دانشکده زراعت ۴۹ نفر فارغ داد که در سال ۱۳۹۳ این تعداد به ۵۱ نفر افزایش یافت، در سال ۱۳۹۴ از دانشکده‌های زراعت و تعلیم و تربیه ۱۰۶ تن فارغ‌التحصیل گردیدند. در سال ۱۳۹۵ مؤسسه تحصیلات عالی بادغیس از سه دانشکده زراعت، تعلیم و تربیه و اقتصاد مجموعاً ۱۴۸ نفر فارغ‌التحصیل داد که تعداد فارغان در سال ۱۳۹۶ به ۱۴۱ تن از هر دو طبقه رسید و این تعداد در سال ۱۳۹۷ به ۲۲۲ دانشجو افزایش یافته‌است.
اکنون دانشکده زراعت دارای دیپارتمنت‌های: باغداری، علوم حیوانی، اگرانومی و جنگلات و منابع طبیعی می‌باشد که در مجموع ۴ دیپارتمنت می‌شود. دانشکده تعلیم و تربیه دارای دیپارتمنت‌های ثقافت اسلامی، کیمیا، بیولوژی، ریاضی، فیزیک و انگلیسی می‌باشد که در مجموع ۶ دیپارتمنت می‌شود. دانشکده اقتصاد دارای دیپارتمنت‌های اقتصاد ملی و امور مالی و بانکی بوده که در مجموع ۲ دیپارتمنت می‌شود. همزمان در سال ۱۳۹۹ دانشکده محیط زیست نیز با ۲ دیپارتمنت افزود شده‌است که دیپارتمنت‌های علوم محیط زیستی و مدیریت منابع طبیعی می‌باشد.

## دانشکده‌ها
- دانشکده اقتصاد
- دانشکده کشاورزی
- دانشکده محیط زیست
- دانشکده تعلیم و تربیت